# Racines (Aube)
Racines település Franciaországban, Aube megyében. Lakosainak száma 177 fő (2022. január 1.). Racines Coursan-en-Othe, Courtaoult, Montfey, Lasson, Neuvy-Sautour és Soumaintrain községekkel határos.

## Népesség
A település népességének változása:
| Lakosok száma | 187  | 178  | 149  | 195  | 168  | 169  | 167  | 168  | 169  | 177  |
|               | 1968 | 1982 | 1990 | 2006 | 2013 | 2015 | 2017 | 2019 | 2020 | 2022 |